# Abraxas phaia
Abraxas phaia är en fjärilsart som beskrevs av Eugen Wehrli 1939. Abraxas phaia ingår i släktet Abraxas och familjen mätare. Inga underarter finns listade i Catalogue of Life.